# Juvecaserta Basket 2007-2008
La Juvecaserta Basket 2007-2008, sponsorizzata Pepsi, ha preso parte al campionato professionistico italiano di Legadue.

## Risultati
- Legadue:
  - stagione regolare: 2º posto su 16 squadre (20-10);
  - playoff: vincitrice in finale contro Jesi (3-1);
    - promossa in Serie A.

## Roster
| Giocatori |
| --------- |

|    | Naz.                                        | Ruolo | Sportivo           | Anno | Alt. | Peso |  |
| -- | ------------------------------------------- | ----- | ------------------ | ---- | ---- | ---- |  |
| 4  | Stati Uniti (bandiera)                      | P     | Randolph Childress | 1976 | 204  | 125  |  |
| 7  | Italia (bandiera)                           | AC    | Ivan Gatto         | 1978 | 207  | 108  |  |
| 9  | Stati Uniti (bandiera) · Irlanda (bandiera) | G     | Jay Larrañaga      | 1975 | 195  | 95   |  |
| 11 | Argentina (bandiera) · Italia (bandiera)    | P     | Fernando Labella   | 1971 | 185  | 85   |  |
| 12 | Italia (bandiera)                           | C     | Alessandro Frosini | 1972 | 207  | 107  |  |
| 19 | Italia (bandiera)                           | GA    | Andrea Ghiacci     | 1981 | 200  | 100  |  |
| 20 | Stati Uniti (bandiera) · Italia (bandiera)  | GA    | Ray Tutt           | 1975 | 194  | 90   |  |

| Staff tecnico                    |
| -------------------------------- |
| Allenatore: Andrea Trinchieri    |
| dal 16 novembre Fabrizio Frates  |
| Assistente: Massimiliano Oldoini |

| Giocatori acquisiti a stagione in corso |
| --------------------------------------- |

|    | Naz.                  | Ruolo | Sportivo                          | Anno | Alt. | Peso |  |
| -- | --------------------- | ----- | --------------------------------- | ---- | ---- | ---- |  |
| 16 | Italia (bandiera)     | A     | David Brkic dal 29 febbraio       | 1982 | 210  | 101  |  |
| 30 | Porto Rico (bandiera) | G     | Guillermo Díaz dal 6 marzo        | 1985 | 188  | 88   |  |
| 50 | Grecia (bandiera)     | C     | Dīmītrīs Marmarinos dal 24 aprile | 1976 | 205  | 125  |  |

| Giocatori ceduti a stagione in corso |
| ------------------------------------ |

|    | Naz.                   | Ruolo | Sportivo                                  | Anno | Alt. | Peso |  |
| -- | ---------------------- | ----- | ----------------------------------------- | ---- | ---- | ---- |  |
| 15 | Italia (bandiera)      | AC    | Cristiano Grappasonni fino al 29 febbraio | 1972 | 205  | 105  |  |
| 10 | Stati Uniti (bandiera) | C     | Arthur Johnson fino al 31 marzo           | 1981 | 206  | 103  |  |

Legaduebasket: Dettaglio statistico